# Rödelmaier

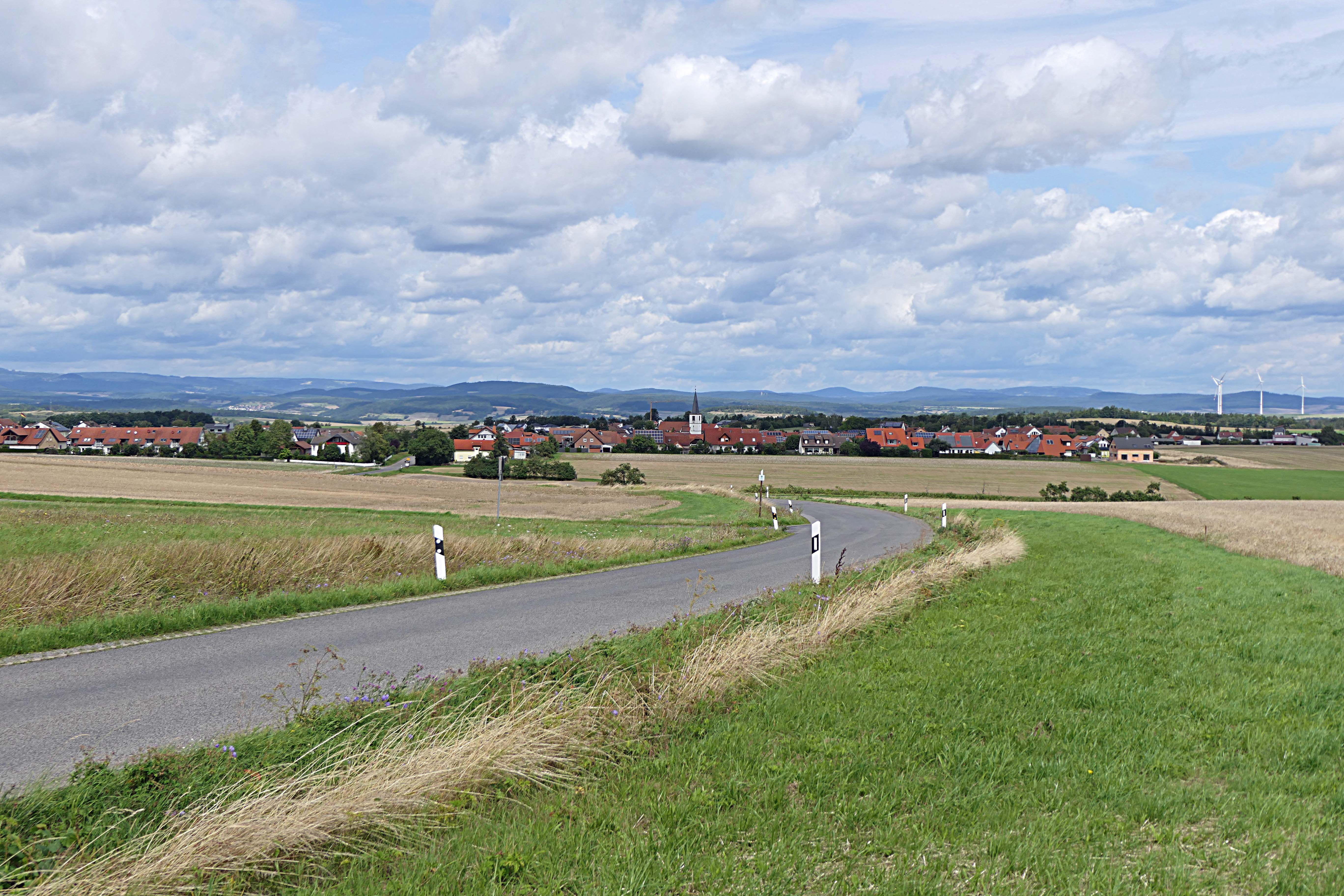
Rödelmaier von Süden

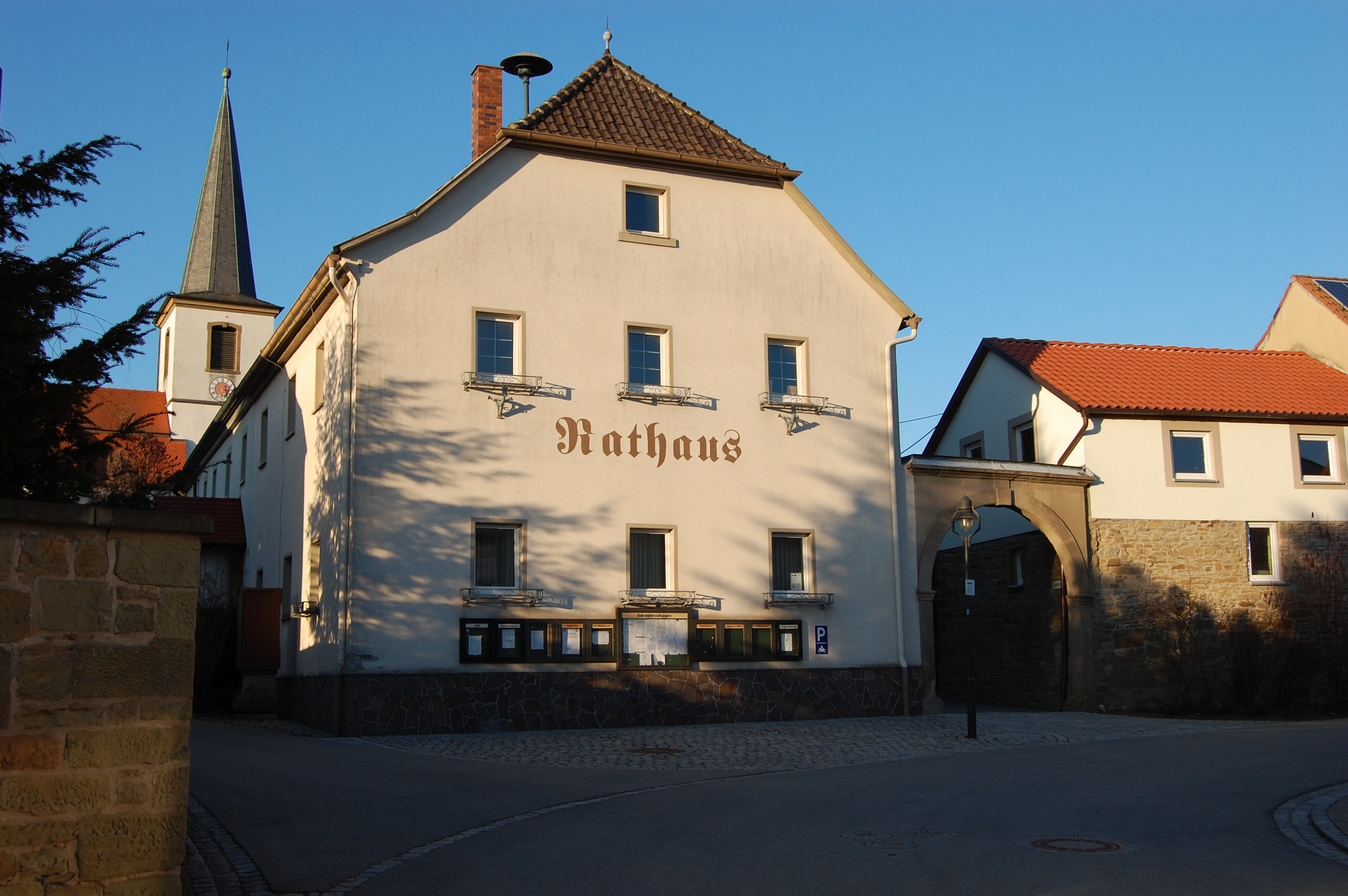
Rödelmaier (2011)

Rödelmaier ist eine Gemeinde im unterfränkischen Landkreis Rhön-Grabfeld. Die Gemeinde ist  Mitglied der Verwaltungsgemeinschaft Bad Neustadt an der Saale.

## Geografie
Rödelmaier liegt in der Region Main-Rhön.
Es gibt nur die Gemarkung Rödelmaier. Außer dem Hauptort gibt es keine weiteren Gemeindeteile.

## Geschichte

### Bis zur Gemeindegründung
Das ehemalige Amt, das zwischen dem Hochstift Würzburg und den Freiherren von Lochner zu Hüttenbach umstritten war, wurde nach der Säkularisation des hochstiftischen Teils im Jahr 1803 zugunsten Bayerns 1805 Großherzog Ferdinand von Toskana zur Bildung des Großherzogtums Würzburg überlassen. Der Besitz der Freiherren von Lochner wurde 1806 mediatisiert. 1814 kam der Ort zu Bayern. Im Zuge der Verwaltungsreformen in Bayern entstand mit dem Gemeindeedikt von 1818 die heutige Gemeinde.

### Einwohnerentwicklung
| Jahr      | 1970 | 1987 | 1991 | 1995 | 2000 | 2005 | 2010 | 2015 | 2020 |
| --------- | ---- | ---- | ---- | ---- | ---- | ---- | ---- | ---- | ---- |
| Einwohner | 682  | 752  | 799  | 934  | 933  | 937  | 942  | 927  | 972  |

Im Zeitraum 1988 bis 2018 stieg die Einwohnerzahl von 767 auf 944 um 177 Einwohner bzw. um 23,1 %. 1996 hatte die Gemeinde 968 Einwohner.
Quelle: BayLfStat

## Politik
Bürgermeister ist Michael Pöhnlein (Neue Liste). Er wurde erstmals 2008 gewählt und 2014 sowie 2020 im Amt bestätigt.
Der Gemeinderat besteht aus acht Mitgliedern, von denen vier der Neuen Liste und vier der Freien Wählergemeinschaft angehören.

### Wappen
| Wappen Gde. Rödelmaier | Blasonierung: „In Silber unter schwarzem Spitzenschildhaupt über grünem Dreiberg ein roter Zickzackbalken.“ |
| Wappen Gde. Rödelmaier | |

## Wirtschaft und Infrastruktur

### Wirtschaft einschließlich Land- und Forstwirtschaft
Es gab im Jahr 2020 nach der amtlichen Statistik 123 sozialversicherungspflichtig Beschäftigte am Arbeitsort, die nicht näher nach Branchen differenziert wurden. Sozialversicherungspflichtig Beschäftigte am Wohnort gab es insgesamt 458. Im verarbeitenden Gewerbe und im Bauhauptgewerbe gab es keine Betriebe. Zudem bestanden im Jahr 2016 neun landwirtschaftliche Betriebe mit einer landwirtschaftlich genutzten Fläche von 198 ha, davon waren 174 ha Ackerfläche.

### Bildung
Es gibt folgende Einrichtungen (Stand: 2021):
- Eine Kindertageseinrichtung mit 74 Plätzen und 55 betreuten Kindern, darunter 18 Kinder unter drei Jahren

### Karmelitinnen-Kloster

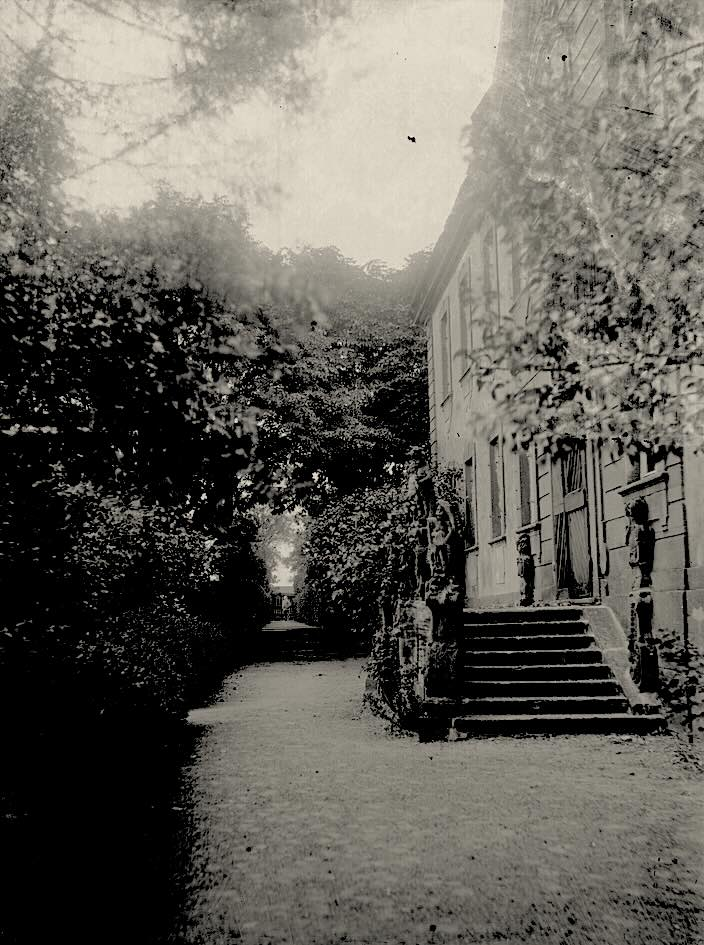
Kloster Rödelmaier fotografiert von Anton Tretter um 1900

Von 1928 bis 2024 bestand im Ort ein Kloster des Teresianischen Karmels. Ende 2024 schließen sich die Nonnen dem Kloster in Auderath an.

## Söhne und Töchter der Gemeinde
- Joseph Sachs (1816–1868), Pädagoge, Vater von Samuel Sachs (1851–1935), Mitgesellschafter des seinetwegen umbenannten Bankhauses Goldman Sachs in Amerika, führte die Ausgabe von Aktien ein.

## Verkehr
Im ÖPNV verkehrt die Linie 8304 Bad Neustadt – Bad Königshofen.
Nächstgelegener Bahnhof ist Bad Neustadt (Saale) an der Bahnstrecke Schweinfurt–Meiningen. Dort verkehren Züge der Linie RE 7 (Mainfranken-Thüringen-Express) sowie RB 40 (Unterfranken-Shuttle).
Die Bahnstrecke Bad Neustadt–Bad Königshofen ist stillgelegt.